# Ksenija Sitnik
Ksenija Sitnik (hviderussisk: Ксенія Міхайлаўна Сітнік, Ksenija Mikhajlawna Sitnik, russisk: Ксе́ния Миха́йловна Си́тник, Ksénija Mikhájlovna Sítnik), født 15. maj 1995 i Mazyr, Hviderusland, er en hviderussisk musiker.
Ksenija vandt Junior Eurovision Song Contest i 2005 i Hasselt, Belgien med bidraget "My vmeste" (Мы вместе).
Hon har også vundet priser som Grand Prix på International Children Contest i 2005 i Vitsebsk, hviderusland samt Golden Bee Festival i 2004. 

## Eksterne links
- Junior Eurovision Song Contest – Belarus
- TVR – Ksenija Sitnik Arkiveret 28. november 2005 hos  Wayback Machine

1. ↑  Navnet er anført på russisk og stammer fra Wikidata hvor navnet endnu ikke findes på dansk.